# Kidera Koichi
Koichi Kidera (sinh ngày 4 tháng 4 năm 1972) là một cầu thủ bóng đá người Nhật Bản.

## Sự nghiệp câu lạc bộ
Koichi Kidera đã từng chơi cho NKK, Kyoto Purple Sanga, Honda Luminozo Sayama, Albirex Niigata, Sanfrecce Hiroshima và Zweigen Kanazawa.